# Umberto Antonio Padovani
Umberto Antonio Padovani (Ancona, 27 novembre 1894 – Gaggiano, 5 aprile 1968) è stato un filosofo e storico della filosofia italiano.

## Biografia
Umberto Antonio Padovani nacque ad Ancona il 27 novembre 1894, figlio di Attilio Padovani, generale di artiglieria, e di sua moglie, la ricca possidente veneta Elisabetta Rossati.
Mentre, nelle parole stesse di Padovani, il padre "educò i suoi figli ad una rigorosa etica dell'onore e del dovere", egli ebbe un rapporto privilegiato con sua madre che fu colei che per prima lo introdusse agli ambienti letterari di Padova grazie alla vicinanza dei terreni della sua famiglia che erano posti a Bottrighe, nel Polesine, dove tutta la famiglia si trasferiva durante il periodo invernale. La solerte religiosità della madre, lo spinse a non frequentare la scuola elementare pubblica (che ella riteneva troppo "laicizzata" dopo l'unità d'Italia) ma a servirsi di un precettore, un ex abate che per primo lo instradò alla lettura ed alla filosofia.
Si iscrisse quindi al Liceo Ginnasio Giuseppe Parini di Milano dove ebbe i suoi primi contatti col positivismo che procureranno in lui e nel suo pensiero una profonda crisi nel saper controbilanciare il più correttamente possibile questa visione innovativa della vita con la teologia cattolica. Il padre lo avrebbe voluto ingegnere, ma egli terminati gli studi del liceo si iscrisse all'Università degli Studi di Milano, dove seguì i corsi del positivista Piero Martinetti, pur prendendo a frequentare Guido Mattiussi (convinto tomista) e monsignor Francesco Olgiati, teologo e filosofo, convinto assertore della necessità di fondere insieme la metafisica classica con il pensiero moderno.

Monsignor Francesco Olgiati (a sinistra) con padre Agostino Gemelli (al centro) e Vico Necchi. I primi due furono tra i principali ispiratori del Padovani

Fu su consiglio di questi due ultimi che il Padovani alla fine decise di intraprendere la carriera filosofica, sviluppando una sua corrente di pensiero permeata di tutti gli spunti che nel corso della sua carriera aveva saputo trarre dai pensieri dei suoi insegnanti e ispiratori, basandosi molto anche sull'opera di Schopenhauer. Si laureò in Filosofia con una tesi su Spinoza e in lettere con una su Vito Fornari, proseguendo poi la sua carriera lavorativa in ambito universitario divenendo dapprima assistente e poi direttore della biblioteca nel 1921.
Sempre nel 1921 divenne membro della Società italiana per gli studi filosofici e psicologici e dell'Università Cattolica del Sacro Cuore da poco fondata a Milano da padre Agostino Gemelli. Grazie all'influsso di padre Gemelli, il Padovani iniziò a collaborare anche con la "Rivista di filosofia neoscolastica" di cui divenne ben presto uno dei principali rappresentanti. 
Nel 1924 venne nominato professore di Filosofia della religione e nell'anno accademico 1924-25 divenne anche supplente di Introduzione alla storia delle religioni. Nel 1934, in seguito alla riforma De Vecchi, si trasferì all'Università degli Studi di Padova dove divenne professore di Filosofia morale, avendo per collega monsignor Olgiati col quale dimostrò una particolare sintonia.
Sempre affiancato da Gemelli, anche durante gli anni della Seconda guerra mondiale riunì presso la propria casa di Milano diversi intellettuali cattolici avversi al fascismo (noti col nome di "Gruppo di Casa Padovani") come Giuseppe Dossetti, Sofia Vanni Rovighi e Amintore Fanfani. Si avvicinò durante questi stessi anni al pensiero filosofico e teologico del Gemelli che puntava ad un rinnovamento attivo teorico e morale, affiancando personaggi del calibro di Carlo Giacon, Luigi Stefanini, Augusto Guzzo e Felice Battaglia, coi quali nel 1945 diede vita al Centro di studi filosofici di Gallarate da cui poi scaturirà il cosiddetto "Movimento di Gallarate" per il dialogo aperto tra i filosofi italiani. Quando nel 1946 lo spiritualista Michele Federico Sciacca fondò il "Giornale di metafisica" egli ne fu il primo redattore.
Nel 1948 venne accolto come professore di Filosofia morale e Filosofia teoretica all'Università degli Studi di Padova.
Morì il 5 aprile 1968 a Gaggiano, in provincia di Milano, dove si era trasferito da qualche tempo. Volle per sua espressa volontà che la notizia della sua morte fosse resa pubblica a sepoltura avvenuta come estremo esempio della propria esistenza di stampo ascetico, come tale era stata la sua scelta di non sposarsi.

## Il pensiero filosofico

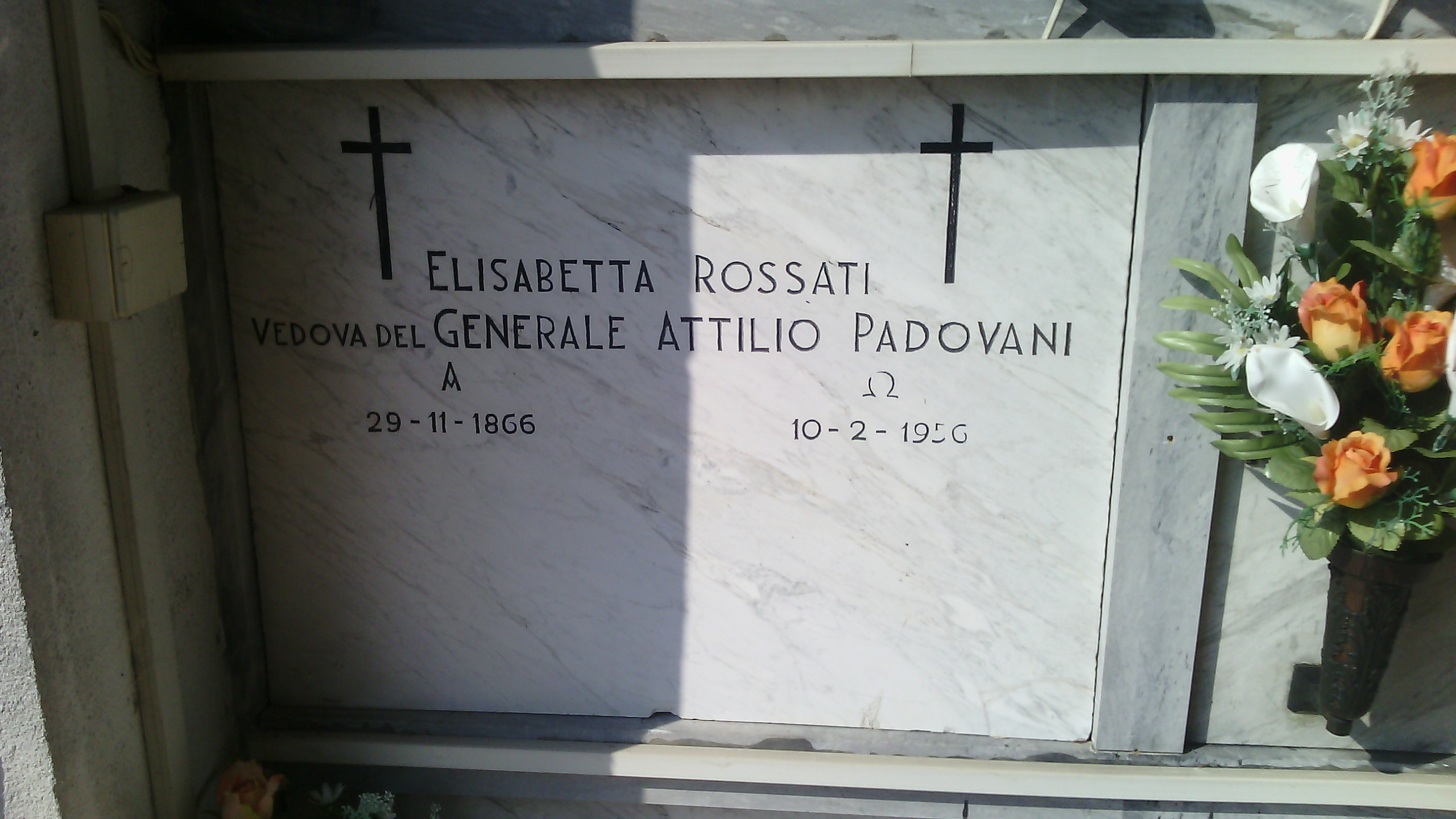
La tomba di Elisabetta Rossati, madre di Umberto Antonio Padovani e figura ispiratrice del suo pensiero filosofico e teologico. È sepolta nel piccolo cimitero di San Vito di Gaggiano (MI)

Durante gli anni del suo insegnamento a Milano, l'attività filosofica del Padovani fu particolarmente prolifica: egli iniziò col pubblicare la sua tesi dal titolo Il problema fondamentale della filosofia di Spinoza (Milano 1920), poi Vito Fornari. Saggio sul pensiero religioso in Italia nel secolo XIX (Milano, 1924), Vincenzo Gioberti e il cattolicesimo (Milano, 1927) e il primo volume (unico dei tre previsti) di un’opera su Schopenhauer dal titolo Schopenhauer. L’ambiente, la vita, le opere.
In questi scritti egli dimostrò di saper guardare attentamente non solo alla storia della filosofia, ma anche alle suggestioni provenienti da altri panorami filosofici e religiosi. Nel 1937 pubblicò il testo più importante del suo pensiero filosofico, La filosofia della religione e il problema della vita (riedito successivamente anche col titolo Il problema religioso nel pensiero occidentale), dove per la prima volta delineò chiaramente la matrice del suo pensiero, ovvero che la religione era l'unica strada per risolvere il problema esistenziale della vita, ovvero il male, elemento che limita le possibilità umane, rileggendo in questo la struttura originale della storiografia filosofica e della metafisica classica.
Nel 1953, con la pubblicazione del suo Filosofia e teologia della storia, egli si espresse anche riguardo allo studio della storia, il quale secondo Padovani ci rivela quotidianamente il male, ovvero i limiti dell'uomo rispetto al mondo che lo circonda, ma non è in grado (come del resto la filosofia) di fornire soluzioni. Tali soluzioni possono pervenire unicamente dalla teologia, magari nella sua declinazione di teologia della storia. Questo pensiero si acuì particolarmente con una riflessione anche sulla morte negli ultimi anni del Padovani, in particolare dopo la morte della madre Elisabetta col quale egli aveva sempre avuto un forte legame.

## Opere
- Il problema fondamentale della filosofia di Spinoza, Milano, 1920
- Vito Fornari. Saggio sul pensiero religioso in Italia nel secolo XIX, Milano, 1924
- Vincenzo Gioberti e il cattolicesimo, Milano, 1927
- Schopenhauer. L’ambiente, la vita, le opere, Milano, 1934
- La storia della filosofia con particolare riguardo ai problemi politici, morali e religiosi, Como 1942
- San Tommaso d'Aquino nella storia della cultura, Como, 1945
- Il fondamento e il contenuto della morale, Como, 1947
- Filosofia e teologia della storia, Como, 1953
- Sommario di storia della filosofia, Roma, 1966